# Хыжи
Хыжи (адыг. Хыжъы) — озеро в Туапсинском районе Краснодарского края. Гидрологический памятник природы Краснодарского края.

## Этимология
Хыжи (Хыжъы) в переводе с адыгского языка означает «маленькое море».
У адыгов (в частности шапсугов) озеро считается священным.

## Географическое положение
Хыжи расположено в Туапсинском районе Краснодарского края, в бассейне реки Малое Псеушхо на северном склоне хребта Пеус. Является наибольшим из озёр района.
Находится в пределах Туапсинского лесничества, в 2 км к западу от аула Малое Псеушхо и в 5 км к востоку от горы Тхихурай.

## Происхождение
В своих современных размерах озеро образовалось в 80-х годах XIX века из-за сильного оползня, перегородившего один из притоков в верховьях ручья Тхашомчук. В результате меленькое озерцо, находившееся на этом месте, быстро увеличилось в размерах, затопив наиболее низкие прибрежные участки.

## Строение и характеристика
Озеро из-за своего происхождения считается плотинным. Форма овальная без сильных изрезов прибрежных берегов.
Площадь озера составляет 0,01 км², при длине в 70 метров и ширине 50 метров. Средние глубины составляют 15 метров. В самом центре озера глубина увеличивается до 17 метров.
Озеро расположено на восточном склоне горы Тхихурай (924,6 м нум) в окружении предгорных смешанных лесов.
Вода в озере без посторонних запахов. Цвет в основном зелёный, характерный для подобных застойных водоёмов. В наиболее ясные дни цвет озера меняется на синий.
Дно озера покрыто илом и тиной.
Из-за субтропического климата озеро зимой практически не замерзает. Лишь прибрежная часть из-за высотной поясности покрывается тонким слоем льда, который лежит несколько недель в январе. В среднем температура воды в озере колеблется от 10 °C зимой до 28 °C летом.

## Растительный и животный мир
Живность в озере изобильная. В нём, несмотря на маленькую площадь, водится большое количество раков и рыб (в основном карп и сазан).
Вокруг озера густо произрастают ольха, осина, бук. Из самого озера торчат стволы высохших деревьев, которые были затоплены в результате увеличения площади озера при оползневых процессах. На дне прибрежной части интенсивно произрастают различные виды водорослей.

## Туризм
Хыжи является наиболее посещаемым среди озёр Туапсинского района. Рекреационная нагрузка и посещаемость считаются слишком высокими.
Рядом с озером для туристов установлены стол и лавочки. Для ловли рыб и раков сделаны несколько деревянных мостов.